# Abdelmalek Faraj
Abdelmalek Faraj né à Fès le 27 mars 1906, et mort à Skhirat le 10 juillet 1971, est un médecin et homme politique marocain. Il a été le premier Ministre de la Santé du Maroc indépendant sous les gouvernements présidés par M'barek Bekkay (Bekkai I et Bekkai II), ainsi que sous le Gouvernement Ahmed Balafrej.
En 1925, il obtient son diplôme de fin d'études secondaires au lycée musulman de Fès. Il s'installe à Paris avec l'aide de la famille du journaliste Emile Dermenghem. Il obtient son baccalauréat le 11 juillet 1928. 
La Faculté de médecine de Paris lui décerne son diplôme de médecin en juin 1935, après avoir soutenu une thèse sur le thème "les relations médicales hispano-maghrébines au XIIe siècle". 
Sa carrière de médecin débute au Maroc en 1935, où il est affecté à une mission contre le paludisme dans le Gharb. À partir du 1er novembre 1936, il effectue des consultations dans les infirmeries de la région de Taza, où il sera affecté pendant huit ans. Le 1er décembre 1944, Faraj est muté à Casablanca, où il lutte contre la variole, le typhus et la fièvre récurrente. Dès janvier 1946, il exerce les fonctions de médecin traitant à l'hôpital Mauchamp (aujourd'hui Hôpital Ibn Tofail) de Marrakech. Enfin en 1951, on lui confie la responsabilité du dispensaire de Sidi Fatah à Rabat, où exerçaient une vingtaine de médecins, français pour la plupart. 
En décembre 1955, après le retour d'exil du roi Mohammed V, le docteur Faraj est nommé ministre de la Santé Publique, fonction qu'il conservera jusqu'en 1958, sous l'autorité des premiers ministres, M'barek Bekkai, puis Ahmed Balafrej. Il entame la marocanisation du secteur de la santé en faisant appel aux médecins marocains, dont les plus connus sont Mohamed Benhima, Abdelkader Laraki et Larbi Chraibi. En 1959, nommé directeur de l'Institut d’Hygiène, il doit faire face à une grave période d'intoxications causées par des huiles frelatées dans la région de Meknès. Il a aussi réussi à mobiliser des fonds permettant la création puis la construction de l'hôpital El Ayachi de Salé (1963). 
Appelé en 1962 par le recteur de l'Université Mohammed V, Mohamed El fassi, il contribue activement à la création de la première faculté de médecine marocaine,  dont il sera le doyen jusqu'en mars 1970 quand il part à la retraite. Le 10 juillet 1971, il est atteint par une balle et meurt alors qu'il voulait porter assistance à une personne blessée lors de l'attentat de Skhirat.